# 海之幽灵
海之幽灵（日语： Umi no yurei）是日本创作歌手米津玄師的歌曲。由索尼音乐唱片于2019年6月3日在各大流媒体音乐上作为流媒体限定单曲发行。此外，歌曲还与马与鹿收录米津玄师于2020年8月5日发布的第5张专辑《STRAY SHEEP》中。

## 制作背景
海之幽灵是为由STUDIO 4℃制作，改编自五十岚大介创作漫画的动画电影《海兽之子》而创作的主题曲，电影于2019年6月7日上映。米津玄师在接受采访的时候表示，他在青少年时期就开始阅读此动画电影的原作漫画。当他听说漫画将要改编成动画电影的时候便主动提出要为电影献唱主题曲。于是米津玄师和《海兽之子》制作团队一拍即合，创作了此歌曲。在和米津玄师达成合作之后，漫画原作者五十岚大介表示，他本人和米津玄师从《Louvre No.9 ～Manga, the 9th Art～》(2016年的展览会)起就是朋友，有着深厚的友谊。五十岚对任命米津玄师创作主题曲的评价非常积极。

## 音乐视频
此歌曲在发行的同时还发布了由经常参与米津玄师音乐视频制作的山田智和创作的视频。
歌曲首次公开于《海兽之子》的第二支预告片中。随后，在同年5月27日举行的仅限100人的预审中首次公开了完整的歌曲和MV。直至电影上映之后完整的音乐视频才发布于YouTube面向所有人。音乐视频的内容全程都在使用STUDIO 4℃制作的《海兽之子》的主要镜头。
2021年9月28日，音乐视频观看次数突破1亿。此时距离视频发布的日期已经过去了2年123天，是米津玄师第15个播放次数突破1亿的音乐视频。

## 成绩
- 海之幽灵于2019年6月3日作为数字单曲发行。根据Oricon数据显示，歌曲的发行当日下载量达到了51,967次，打破了2019年单日下载量的记录。[13][14]
- 歌曲发行当天登上了Oricon单曲日榜第1名，并在其他音乐发行排行榜也名列第1。[15]
- 歌曲首周下载量达到127,000次，在Oricon公信榜周榜连续两周排名第1名。[16][17]
- 歌曲首次出现在Billboard JAPAN排行榜上的日期是同年6月3日，在Billboard Japan Hot 100中排名第1名并且持续首位至6月9日。[18][19]
- 在6月8日Billboard JAPAN热门流行歌曲排行榜排名第3名。[20]
- 在6月17日的Billboard JAPAN热门流行歌曲周榜排名第1名。[21][22]
- 在6月17日至24日的Billboard JAPAN热门下载歌曲排行榜连续两周排名第1名。[23]
- 在6月10日、17日、24日、7月1日、8日的Billboard JAPAN热门动漫歌曲周榜中连续5周排名第1名。[24][25]
- 在Billboard Japan Hot 100 2019年度排行榜中排名第30名。[26]
- 在Billboard JAPAN热门动漫歌曲年度排行榜中排名第6名。[27][28]

## 认证
| 地區           | 认证                                  | 认证单位/销量 |
| -------------- | ------------------------------------- | ------------- |
| 日本（RIAJ）。 | 白金唱片 - （下载）                   | 250,000*      |
| 日本（RIAJ）。 | *僅含認證的實際銷量 ^僅含認證的出貨量 |               |